# Abhanga
Abhanga ist eine Form der Poesie, die zum Lob des Hindu-Gottes Vithoba gesungen wird. Das Wort abhang kommt von a für „nicht“ und bhanga für „beenden“ oder „unterbrechen“, also ein fehlerfreier, kontinuierlicher Prozess, in diesem Fall bezogen auf ein Gedicht. Im Gegensatz dazu konzentrieren sich die als Bhajans bekannten Andachtslieder auf die innere Reise. Abhangs sind ein überschwänglicher Ausdruck der Gemeinschaftserfahrung. Abhanga gilt als eine Form des ovi. Abhangas werden während der Pilgerfahrt zu den Tempeln von Pandharpur von den Anhängern gesungen.